# 人民之友社
人民之友社（法語：Société des amis du peuple）是法国历史上的一个共和主义组织，成立于1830年七月革命发生后，这场革命催生了七月王朝。
人民之友社的成立宣言于1830年10月发布，提到1830年7月30日共和派的首次集会，该集会是对奥尔良公爵路易-菲利普登基的反应。1830年8月初，该组织试图阻止路易-菲利普登上王位，但未能成功。该组织汇集了律师、商人、医生和学生，但工人很少。
内政部长弗朗索瓦·基佐指控人民之友社是造成混乱的责任方，依据未被废除的《刑法》第291条关于结社权的规定，1830年10月2日取缔该组织。然而，这并未使该组织完全消失。直到1832年6月，人民之友社在许多政治事件中都表明了立场。1831年4月，19名共和派因涉嫌参与1830年12月的骚乱而被指控，其中约有10人是该组织的成员。该组织逐渐解体，至1832年完全解散，新的组织如人权协会开始接替它的角色。